# Viagra
Viagra là tên hiệu của thuốc Sildenafil dùng để giúp chứng liệt dương ở nam giới, do công ty Pfizer Inc. sản xuất.
Viagra là một loại thuốc được sử dụng để điều trị rối loạn chức năng cương dương và tăng huyết áp động mạch phổi. Hiệu quả điều trị rối loạn chức năng tình dục ở phụ nữ chưa được chứng minh.
Tác dụng phụ thường gặp bao gồm đau đầu và ợ nóng, cũng như da đỏ bừng. Cần thận trọng ở những người mắc bệnh tim mạch. Tác dụng phụ hiếm gặp nhưng nghiêm trọng bao gồm cương cứng kéo dài, có thể dẫn đến tổn thương dương vật và mất thính lực đột ngột. Không nên dùng Sildenafil cho những người dùng nitrat như nitroglycerin (glycerin trinitrate), vì điều này có thể dẫn đến giảm huyết áp nghiêm trọng và có khả năng gây tử vong.
Sildenafil hoạt động bằng cách ức chế phosphodiesterase loại 5 cụ thể (phosphodiesterase 5, PDE5), một enzyme thúc đẩy sự thoái hóa cGMP, điều hòa lưu lượng máu trong dương vật.
Các nhà khoa học Pfizer Andrew Bell, David Brown, và Nicholas Terrett ban đầu đã phát hiện ra sildenafil như một phương pháp điều trị các chứng rối loạn tim mạch khác nhau. Kể từ khi trở thành có sẵn vào năm 1998, sildenafil đã được điều trị phổ biến cho rối loạn cương dương; đối thủ cạnh tranh chính của nó là tadalafil (tên thương mại Cialis) và vardenafil (Levitra).

## Lịch sử
Năm 1992, tại thành phố Mertir Tidefeel của xứ Wales, Viagra được nghiên cứu như thuốc điều trị cao huyết áp. Trong quá trình thử nghiệm người ta đã phát hiện ra một hiệu ứng phụ của thuốc này là làm tăng độ cương cứng của dương vật người dùng.

## Thành phần hoá học
Sildenafil citrate có khả năng ngăn chặn hóa chất cGMP - specific PDE5 (phosphodiesterase type 5), là PDE isoenzyme chính yếu trong thể hang của dương vật.
Công thức hóa học là C22H30N6O4S•C6H807
1-[4-ethoxy-3-(6, 7-dihydro-1-methyl-7-oxo-3-propyl-1H-pyrazolo[4, 3-d]pyrimidin-5-yl)phenylsulphonyl]-4-methylpiperazine citrate.
CAS number 171, 599-83-0.
Chất màu trắng ngà, bột tinh thể, trọng lượng phân tử 666,7. Khả năng hòa tan 2.6 mg mỗi mililit (ở 25 độ C).
Mỗi viên Viagra còn có các chất (không tác dụng dược học).

## Tác dụng dược học
Viagra là thuốc uống giúp chữa chứng liệt dương bằng cách tăng lượng máu tràn vào dương vật khi có xúc cảm tình dục.

## Chỉ định
Viagra có tác dụng tốt với:
- Người yếu sinh lý nói chung
- Tổn thương cột sống, tuỷ sống, yếu sinh lý do vấn đề tâm lý
- Viagra có tác dụng cả với phụ nữ trong việc tăng cường lưu lượng máu tới cho cơ quan sinh dục nữ

## Cơ chế
Viagra làm tăng sự cương cứng bằng cách điều hòa vận hành mạch ở dương vật, ức chế men phosphodiesteraza 5 (PDE 5), nhờ đó làm chất GMP (tiết ra trong lúc hứng khởi tình dục) tồn tại lâu, giúp máu tới dương vật nhiều hơn. Hiệu quả của Viagra đạt tới 80%.

### Liều lượng
Một viên Viagra trung bình là 100 mg. Nên bắt đầu thử với 50 mg. Nếu có tác dụng thì thử dùng liều lượng thấp hơn - 25 mg. Nếu không thấy có tác dụng thì hãy thử với 100 mg. Viagra có tác dụng trong 1 ngày (24h), do đó, không nên dùng 2 viên trong 1 ngày. Viagra không có tác dụng trong ngày hôm sau.

## Chống chỉ định
- Những người bị bệnh tim hoặc các bệnh đang điều trị bằng thuốc có nitrat không nên dùng Viagra, vì có thể gây giảm lưu lượng máu kéo dài và nghiêm trọng ở các động mạch vành vốn đã hẹp nhiều.
- Người bị huyết áp cao hay thấp, bị viêm võng mạc sắc thì cần hỏi ý kiến thầy thuốc trước khi dùng Viarga. Tác dụng của Viagra trên những bệnh này chưa được nghiên cứu đầy đủ.
- Theo nghiên cứu của công ty Pfizer thuốc có thể sử dụng cho người bị bệnh tim, cao huyết áp, tiểu đường... với ý kiến bác sĩ.

### Tác dụng phụ
- Nhức đầu
- Nóng bừng mặt, mờ mắt
- Khó tiêu
- Lồng ngực đau nhói, khó thở (có thể dẫn đến ngất xỉu)

## Hệ thống phân phối
- Hiện nay thuốc đã được phân phối rộng rãi trên hệ thống bệnh viện và nhà thuốc trên toàn quốc với giá tham khảo 500,000vnd vỉ 4 viên liều 50 mg, 800,000VND cho vỉ 4 viên liều 100 mg. Lưu ý nếu thuốc được phân phối với giá một nửa giá tham khảo ở trên rất có thể là thuốc giả không đạt chất lượng.

## Hình ảnh

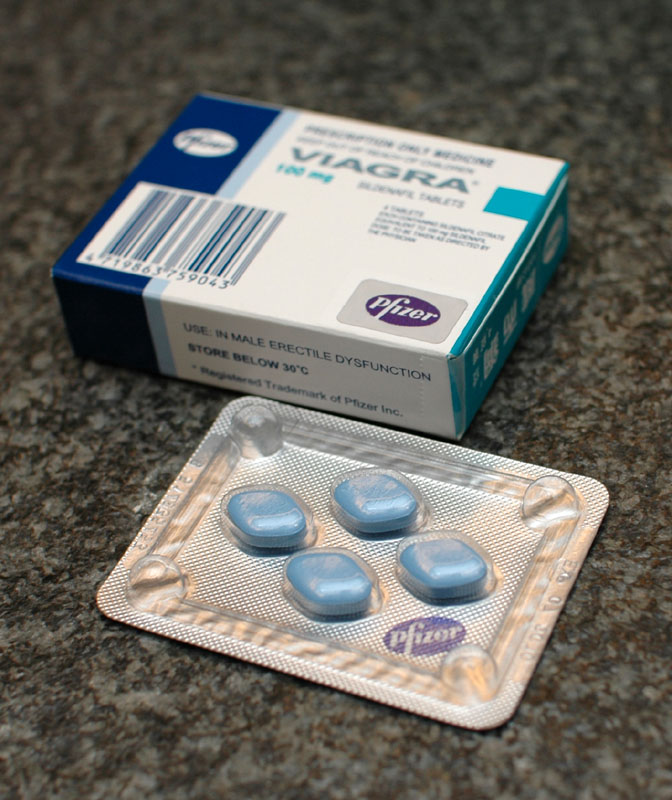
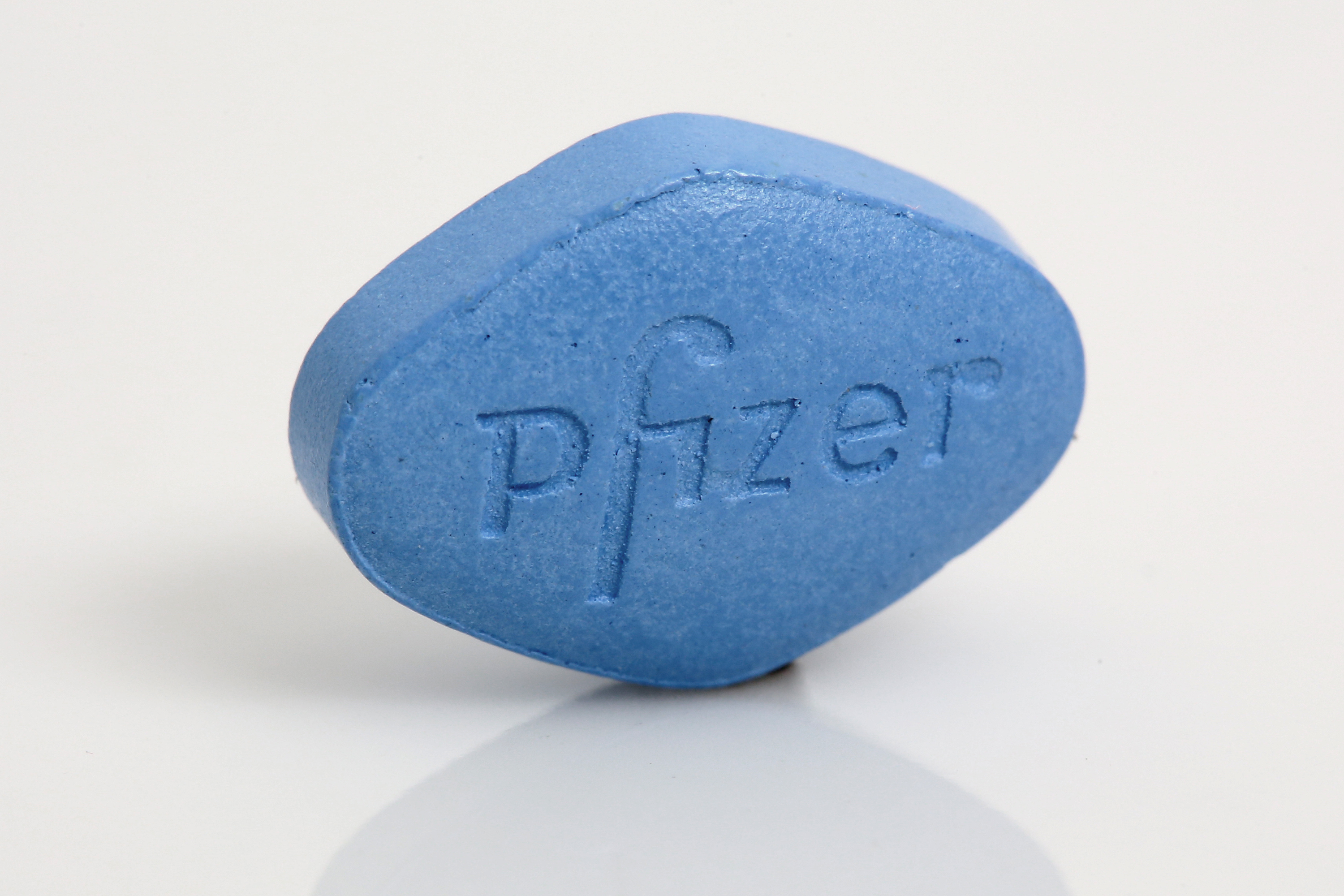
Viên thuốc Viagra